# Rasmus Falk
Rasmus Falk Jensen (ur. 15 stycznia 1992 w Middelfart) – duński piłkarz grający na pozycji napastnika lub pomocnika. Od 2025 jest zawodnikiem klubu Odense BK.

## Kariera klubowa
Swoją karierę piłkarską Falk rozpoczął w Middelfart G&BK. Następnie w 2005 podjął treningi w Odense BK. W 2009 został przesunięty do pierwszej drużyny tego zespołu. 16 maja 2010 zadebiutował w Superligaen w wygranym 3:0 wyjazdowym meczu z Aarhus GF. W sezonie 2009/2010 wywalczył z Odense wicemistrzostwo Danii. 14 marca 2011 w wygranym 2:0 meczu z Lyngby BK strzelił swojego pierwszego gola w lidze duńskiej. W sezonie 2010/2011 po raz drugi w karierze został wicemistrzem kraju. 
W 2016 przeszedł do FC København. W barwach tego klubu swój pierwszy mecz rozegrał 13 lipca 2016 w eliminacjach do Ligi Mistrzów z Crusaders (3:0). W tym spotkaniu zdobył również pierwszą bramkę dla zespołu z Kopenhagi. Z klubem wywalczył pięć mistrzostw Danii (2017, 2019, 2022, 2023, 2025) oraz trzy puchary kraju (2017, 2023, 2025). Oprócz tego, w sezonie 2019/2020, doszedł z zespołem do ćwierćfinału Ligi Europy.
Latem 2025 został zawodnikiem Odense BK, do którego powrócił po dziewięciu latach gry w FC København. Podpisał z tym zespołem trzyletni kontrakt.

## Kariera reprezentacyjna
W swojej karierze Falk występował w młodzieżowych reprezentacjach Danii. W 2015 został powołany do reprezentacji U-21 na mistrzostwa Europy. W dorosłej reprezentacji Danii zadebiutował 6 września 2013 w wygranym 2:1 meczu eliminacji do MŚ 2014 z Maltą, rozegranym w Ta’ Qali.

## Statystyki
Stan na 8 lipca 2025
| Sezon   | Klub         | Kraj  | Rozgrywki   | Mecze | Bramki |
| ------- | ------------ | ----- | ----------- | ----- | ------ |
| 2009/10 | Odense BK    | Dania | Superligaen | 1     | 0      |
| 2010/11 | Odense BK    | Dania | Superligaen | 12    | 1      |
| 2011/12 | Odense BK    | Dania | Superligaen | 27    | 4      |
| 2012/13 | Odense BK    | Dania | Superligaen | 19    | 2      |
| 2013/14 | Odense BK    | Dania | Superligaen | 29    | 6      |
| 2014/15 | Odense BK    | Dania | Superligaen | 27    | 5      |
| 2015/16 | Odense BK    | Dania | Superligaen | 31    | 6      |
| 2016/17 | FC København | Dania | Superligaen | 22    | 5      |
| 2017/18 | FC København | Dania | Superligaen | 31    | 3      |
| 2018/19 | FC København | Dania | Superligaen | 33    | 4      |
| 2019/20 | FC København | Dania | Superligaen | 31    | 1      |
| 2020/21 | FC København | Dania | Superligaen | 28    | 4      |
| 2021/22 | FC København | Dania | Superligaen | 22    | 0      |
| 2022/23 | FC København | Dania | Superligaen | 27    | 2      |
| 2023/24 | FC København | Dania | Superligaen | 30    | 3      |
| 2024/25 | FC København | Dania | Superligaen | 12    | 0      |